# 中国物理B
《中国物理B》（Chinese Physics B）是中国物理学会主办的英文物理学学术期刊，创办于1992年，现为月刊。《中国物理B》创刊时刊名为《物理学报》（海外版）（Acta Physica Sinica (Overseas Edition)），2000年改名为《中国物理》（Chinese Physics）以示区分，2008年改为现名。《中国物理B》刊登除高能物理与核物理以外物理学各分支的原创性论文、简报、综述。

## 历史
1991年，中国物理学会召开大会，会上讨论了出版《物理学报》（海外版）一事。会议同意出版《物理学报》（海外版），为英文月刊，英文刊名为，所刊文章与《物理学报》不重复，但登载《物理学报》文章的英文摘要。《物理学报》（海外版）的发行方式仿效《中国物理快报》，编委会、编辑部与《物理学报》为同一班人马，审稿制度比照《物理学报》，向作者支付稿酬。1992年7月，《物理学报》（海外版）正式出刊，当年出版3期试刊。海外版创刊之后，美国物理学会致电中国物理学会，决定1981年创办的《中国物理》自1993年1月起停刊。1995年，为解决经费问题，《物理学报》与《物理学报》（海外版》决定自1996年开始征收版面费。
1995年，中国物理学会常务理事会提出，将学会刊物系列化，编为《中国物理》A、B、C辑，保留原刊名，以期扩大影响。1996年，常务理事会讨论了初步方案，拟将《理论物理通讯》定为《中国物理》A辑，《物理学报》（海外版）为B辑，《高能物理与核物理》为C辑。常务理事会同意各刊物在不改变挂靠单位、经济关系的情况下自愿逐步系列化。2000年，《物理学报》（海外版）将刊名改为《中国物理》（Chinese Physics）。2002年，中国物理学会常务理事会决定，从2003年起分别在《理论物理通讯》、《物理学报》（海外版）、《高能物理与核物理》封面上启用《中国物理》A、B、C辑的副标题，《中国物理快报》亦加入中国物理系列。2008年，《中国物理》将刊名改为《中国物理B》（Chinese Physics B）。
中国物理学会与英国物理学会出版社签约，2001年起由后者负责《中国物理B》纸质版、电子版在中国以外地区的发行工作。

## 内容
《中国物理B》刊登中国内外物理学研究的原创性论文、简报、综述，涵盖除高能物理与核物理以外的物理学各分支。该刊发文领域包括：凝聚态和材料物理学，原子、分子和光学物理学，统计、非线性和软物质物理学，等离子体物理学，物理学交叉学科。

## 索引收录
《中国物理B》1993年即被《科学引文索引扩展版》（SCIE）收录，2003年起收录为《科学引文索引》（SCI）核心期刊。收录《中国物理B》的还有美国化学文摘（CA）、英国科学文摘（INSPEC）、日本科学技术情报中心（JICST）《科技文献速报》、俄罗斯全俄科技信息研究所《文献杂志》（AJ），中国科技论文统计与分析数据库（CSTPCD）、中国科学引文数据库（CSCD）等。2013年，《中国物理B》影响因子在中国综合类物理期刊中排名第一，总被引频次排名第二。